# Early Winter
Singles de Gwen Stefani
Now That You Got It
(2007) Baby Don't Lie
(2014)
Early Water est un single de la chanteuse américaine Gwen Stefani extrait en 2008 de l'album The Sweet Escape (2006). La chanson est co-écrite par Stefani et le pianiste anglais Tim Rice-Oxley.

## Classements
| Classement (2008)                  | Meilleure position |
| ---------------------------------- | ------------------ |
| Allemagne (Media Control AG)       | 6                  |
| Autriche (Ö3 Austria Top 40)       | 22                 |
| Belgique (Flandre Ultratip 100)    | 10                 |
| Tchéquie (IFPI Rádio)              | 19                 |
| Finlande (Suomen virallinen lista) | 14                 |
| Hongrie (Rádiós Top 40)            | 17                 |
| Slovaquie (IFPI Rádio)             | 6                  |
| Suisse (Schweizer Hitparade)       | 12                 |